# جيم بيترز
جيم بيترز (بالإنجليزية: Jim Peters)‏ هو سياسي نيوزلندي، ولد في 1937 في نيوزيلندا. حزبياً، نشط في نيوزيلندا أولا (حزب سياسي). وقد انتخب عضو مجلس النواب نيوزيلندا.